# سفيان أبو زايدة
سفيان أبو زايدة هو سياسي فلسطيني وعضو في حركة فتح ومنظمة التحرير الفلسطينية ووزير سابق لشؤون الأسرى في السلطة الوطنية الفلسطينية. منذ فبراير 2005 وحتى إنشاء حكومة حركة حماس خدم أبو زايدة في حكومة السلطة الوطنية الفلسطينية كوزير للسجناء وشؤون الأسرى السابقين ووزير الشؤون المدنية. بصفته نائبا لوزير الشؤون المدنية (1999-2004) ركزت مسؤولياته على التنسيق مع الحكومة الإسرائيلية فيما يتعلق بجميع الجوانب المدنية للاتفاقيات وخاصة حركة الفلسطينيين ونقاط العبور الدولية والتنسيق بين الوزارات الفلسطينية ونظرائه في إسرائيل. من بين العديد من الأنشطة الأخرى كان نشطا في مبادرة جنيف الإسرائيلية الفلسطينية حيث يقول «المعتدلون» من كلا الجانبين أنه من الممكن إيجاد حل عادل للدولتين. أبو زايدة هو أيضا باحث أكاديمي ومحاضر في العديد من الجامعات الفلسطينية والدولية ومدير برامج الماجستير في جامعة القدس.
مثل الكثير من الزعماء السياسيين الفلسطينيين سجن أبو زايدة لمدة اثني عشر عاما في السجون الإسرائيلية (1981-1993) وكان معروفا في ذلك الوقت باسم المتحدث باسم السجناء الفلسطينيين. يتحدث اللغة العبرية بطلاقة ويعتبر الزعيم الفلسطيني الأكثر دراية بالسياسة الإسرائيلية.

## النشأة
ولد سفيان أبو زايدة في عام 1960 في جباليا شمال قطاع غزة. نفيت عائلته في عام 1948 من قرية كفار براير حيث بني مستوطنة برور هايل الآن بالقرب من حدود غزة. عقب تخرجه من المدرسة الثانوية انضم أبو زايدة إلى حركة فتح التي كانت سابقا حركة التحرير الوطني الفلسطينية وحزب سياسي وطني فلسطيني وأكبر فصيل في منظمة التحرير الفلسطينية متعددة الأحزاب. أعتقلت القوات الإسرائيلية أبو زايدة في سن 21 عاما واتهمته بالانتماء إلى تنظيم المقاومة فتح وتجنيده في فتح.

## المسيرة الأكاديمية
حصل أبو زايدة على بكالوريوس الآداب في العلوم الاجتماعية من جامعة الأزهر في مصر عام 1999. ثم حصل على درجة الماجستير في حل النزاعات من جامعة برادفورد بالمملكة المتحدة عام 2001. ثم حصل أبو زايدة على دكتوراه في الفلسفة في سياسات الشرق الأوسط من جامعة إكزتر بالمملكة المتحدة في عام 2005.
أبو زايدة باحث نشط ومؤلف ومحاضر في العديد من الجامعات والمعاهد البحثية الإقليمية والدولية. يعتبر خبيرا فيما يتعلق بالنزاع الإسرائيلي الفلسطيني والنظام السياسي الإسرائيلي. تشمل بعض المناصب الأكاديمية التي شغلها:
- مدير برنامج الماجستير في جامعة القدس، فلسطين (2006-2007).
- محاضر في قسم العلوم السياسية ودرجة الماجستير في «النظام السياسي الإسرائيلي» في جامعة بيرزيت، فلسطين (2009-2014).
- محاضر في جامعة القدس، القدس (2009-2014) ودورة الماجستير في المقررات التالية: «الدين والدولة في إسرائيل» و«النظام السياسي الإسرائيلي» و«دور الجيش في إسرائيل» و«نظام التعليم في إسرائيل» و«الحروب الإسرائيلية».
- الباحث العلمي الزائر في جامعة نيويورك (2016) «عملية السلام بين العرب وإسرائيل».

ينشر أبو زايدة أيضا مقالات صحفية على أساس أسبوعي يعلق فيها على الأحداث السياسية الفلسطينية والإسرائيلية والدولية المعاصرة.

## المسيرة السياسية
منذ تأسيس السلطة الوطنية الفلسطينية عام 1994 عمل مديرا عاما في وزارة التخطيط والتعاون الدولي ومسؤولا عن الشؤون الإسرائيلية. خلال هذه الفترة كان عضوا في اللجنة التوجيهية لبرنامج الشعب إلى الشعب (جزء من اتفاقيات أوسلو وتموله حكومة النرويج) ومدير اللجنة الفلسطينية حيث شملت مسؤولياته تطوير العلاقات بين الشعبين من أجل دعم عملية السلام. خلال الفترة نفسها عمل أبو زايدة عضوا في الوفد الفلسطيني المسؤول عن المفاوضات المتعلقة بالإفراج عن السجناء الفلسطينيين المحتجزين في السجون الإسرائيلية.
في عام 2009، فاز بانتخابات المجلس الثوري الفلسطيني التي عُقدت أثناء المؤتمر السادس لحركة فتح في بيت لحم وصار عضوًا فيه.

## وجهات النظر السياسية
أبو زايدة هو زعيم بارز في حركة فتح وكان عضوا في المجلس الثوري لحركة فتح حتى 31 مايو 2014 عندما عزل من الحركة بسبب انتقاده العلني لطريقة حكم رئيس السلطة الوطنية الفلسطينية محمود عباس.
ذكر أبو زايدة في مناسبات عديدة أن هناك انفصالا بين السلطات وأن الرئيس عباس أخذ لنفسه الكثير من السلطة. علاوة على ذلك يدعي أبو زايدة أن هناك نقص في الحقوق الديمقراطية الدنيا في فلسطين لأنه لم تجر انتخابات رئاسية منذ عام 2006 في السلطة الفلسطينية.

## وصلات خارجية
- صفحة أبو زايدة على فيسبوك